# Lex Villia Annalis

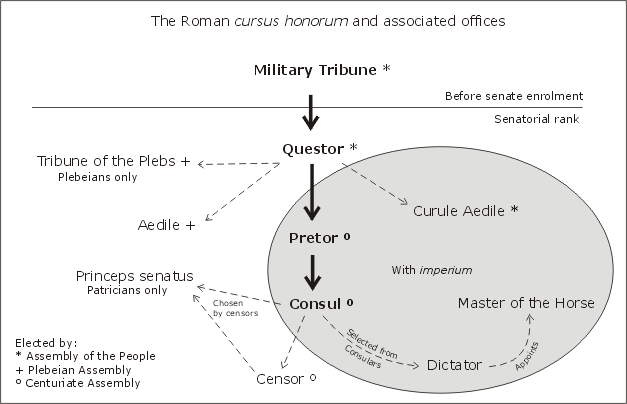
Cursus romain.

Au temps de la République romaine, la Lex Villia Annalis est une loi promulguée en 180 av. J.-C. sur proposition du tribun de la plèbe Lucius Villius. Elle fixe pour la première fois les conditions d'âge requis pour postuler aux principales magistratures, et par conséquent l'ordre dans lequel un citoyen romain peut les enchaîner, le cursus honorum. Elle fixe aussi les limites de ce cursus honorum, soit, un intervalle obligatoire de deux ans entre deux magistratures, la hiérarchie des différentes magistratures et l'âge selon laquelle on peut l'exercer. Elle fixe aussi un délai légal de 10 ans pour briguer un second consulat.
Elle est modifiée par Sylla en 79 av. J.-C.

## Sources antiques
- Cicéron, Philippiques, V, 17
- Tite-Live, XL, 44
- Polybe, Histoires, VI, 19